# Hulikunte, Koratagere
Hulikunte là một làng thuộc tehsil Koratagere, huyện Tumkur, bang Karnataka, Ấn Độ.